# ماتیا پاسارینی
ماتیا پاسارینی (انگلیسی: Mattia Passarini؛ زادهٔ ۲۹ ژوئیهٔ ۱۹۸۰) بازیکن فوتبال اهل ایتالیا است.
از باشگاه‌هایی که در آن بازی کرده‌است می‌توان به باشگاه فوتبال فیورنتینا، باشگاه فوتبال کیه‌وو ورونا، باشگاه فوتبال آنکونا، باشگاه فوتبال کرمونزه، و باشگاه فوتبال ساسولو اشاره کرد.